# Mespaul
 Mespaul  (en bretón Mespaol) es una población y comuna francesa, situada en la región de Bretaña, departamento de Finisterre, en el distrito de Morlaix y cantón de Saint-Pol-de-Léon.

## Demografía
| 963 | 937 | 814 | 779 | 797 | 739 |
| Para los censos de 1962 a 1999 la población legal corresponde a la población sin duplicidades (Fuente: INSEE [Consultar]) |     |     |     |     |     |